# Chanay
Chanay település Franciaországban, Ain megyében. Lakosainak száma 595 fő (2022. január 1.). Chanay Corbonod, Bassy, Challonges, Surjoux-Lhopital és Haut Valromey községekkel határos.

## Népesség
A település népességének változása:
| Lakosok száma | 472  | 426  | 410  | 601  | 646  | 640  | 625  | 628  | 637  | 595  |
|               | 1968 | 1982 | 1990 | 2006 | 2013 | 2015 | 2017 | 2019 | 2020 | 2022 |